# Catherine Bell

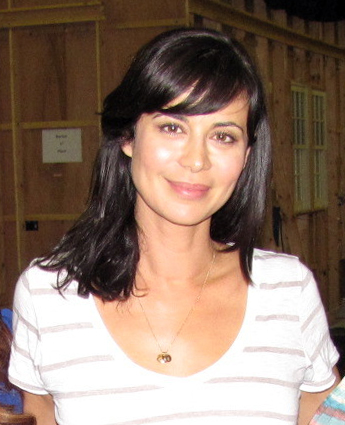
Catherine Bell in Charleston, S.C. (2012)

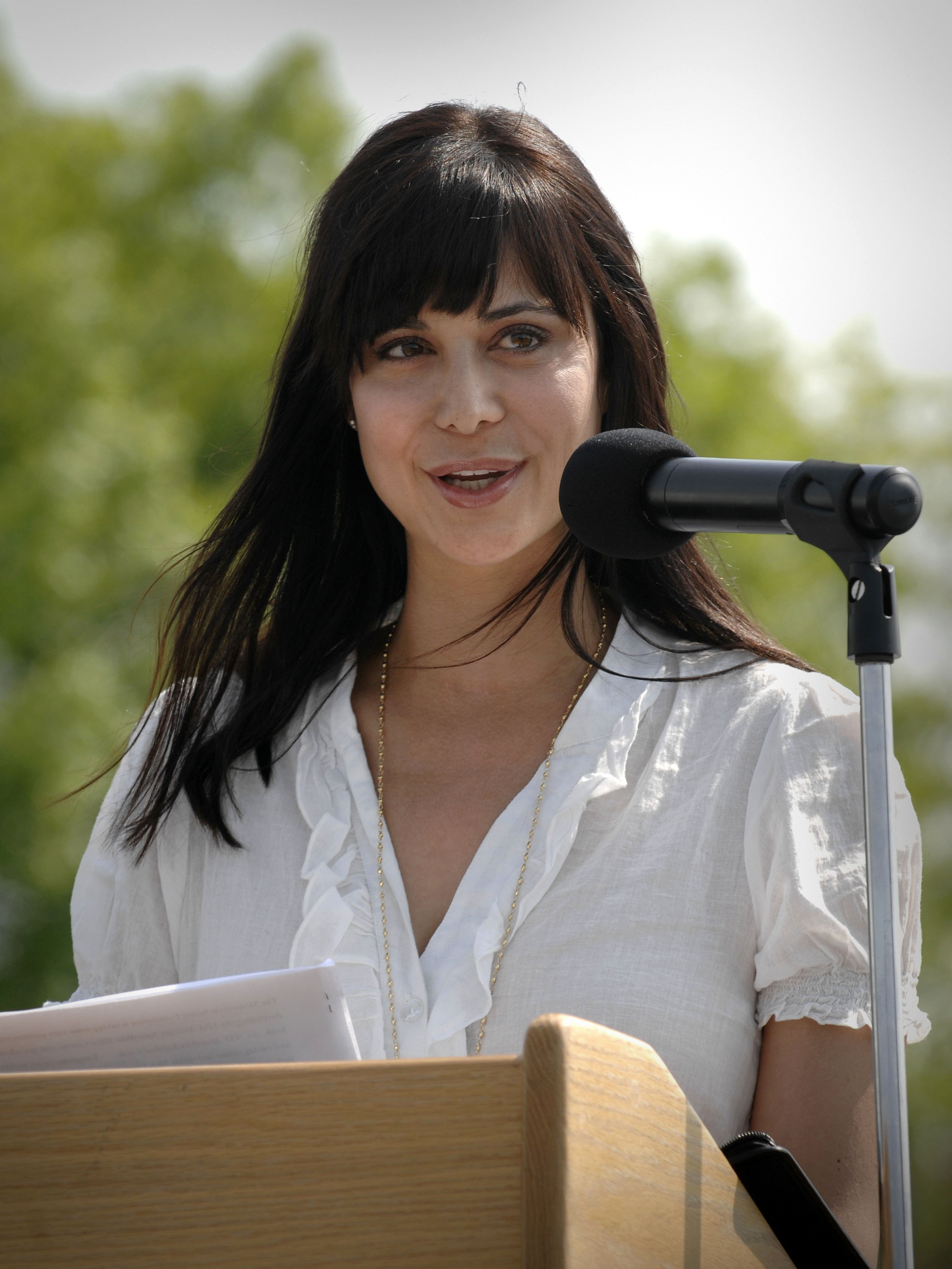
Catherine Bell im Verteidigungsministerium der Vereinigten Staaten in Washington, D.C. (2008)

Catherine Lisa Bell (* 14. August 1968 in London) ist eine US-amerikanische Schauspielerin.

## Leben und Karriere
Bell ist die Tochter einer Iranerin und eines Briten. Nach der Scheidung ihrer Eltern zog sie im Alter von drei Jahren mit ihrer Mutter nach Los Angeles. Seit ihrem zwölften Lebensjahr ist sie US-Bürgerin. Sie stand bereits als Jugendliche für Werbespots vor der Kamera, versuchte es in ihrer Berufslaufbahn zunächst mit einem Medizinstudium an der UCLA, das sie aber im zweiten Studienjahr zugunsten einer Modelkarriere in Japan aufgab. Diese endete aber schon nach vier Monaten, da ihr der in dieser Branche abverlangte Lebensstil nicht zusagte. Sie kehrte nach Los Angeles zurück, um dort an ihrer Schauspielkarriere zu arbeiten.
Nach kleineren Kurzauftritten in verschiedenen Serien wie Hercules, Dream On und Friends (1995) bekam Bell 1996 eine Dreizeilen-Rolle in der Serie JAG – Im Auftrag der Ehre. Einige Monate nach diesem Kurzauftritt wurde für JAG eine neue Hauptdarstellerin gesucht, und Bell konnte den Produzenten, Donald P. Bellisario, von ihrer Eignung für diese Rolle überzeugen, die sie bis zum Ende der Serie im April 2005 spielte. Von 2007 bis 2013 spielt sie in allen 117 Folgen der US-Fernsehserie Army Wives eine der Hauptrollen.
Bell ist Mitglied von Scientology. Sie lebt in Los Angeles und heiratete 1994 ihren Schauspielkollegen Adam Beason. Das Paar hat eine Tochter und einen Sohn. Im Jahr 2011 gab Bell die Trennung von Beason bekannt und wurde im selben Jahr von ihm geschieden.

## Filmografie (Auswahl)
Filme
- 1993: Die Mutter der Braut (Mother of the Bride)
- 1994: Men of War
- 1997: Crash Dive
- 1998: Black Thunder – Die Welt am Abgrund (Black Thunder)
- 1998: Cab to Canada
- 1999: Zeitreise in die Katastrophe (Thrill Seekers)
- 2003: Bruce Allmächtig (Bruce Almighty)
- 2006: Company Town
- 2007: Still Small Voices
- 2007: Evan Allmächtig (Evan Almighty)
- 2008: The Good Witch (Fernsehfilm)
- 2009: The Good Witch’s Garden (Fernsehfilm)
- 2010: Cassie – Eine verhexte Hochzeit (The Good Witch’s Gift, Fernsehfilm)
- 2011: Cassie – Eine verhexte Familie (The Good Witch’s Family, Fernsehfilm)
- 2011: Vergiss mich nicht! (Good Morning, Killer, Fernsehfilm)
- 2011: Last Man Standing (Fernsehfilm)
- 2012: Cassie – Ein verhextes Video (The Good Witch’s Charm, Fernsehfilm)
- 2013: Cassie – Ein verhexter Geburtstag (The Good Witch’s Destiny, Fernsehfilm)
- 2014: The Good Witch’s Wonder (Fernsehfilm)
- 2016: The Bandit Hound
- 2016: The Do-Over
- 2017: Home for Christmas Day (Fernsehfilm)
- 2017: High-Rise Rescue
- 2017: Christmas in the Air (Fernsehfilm)
- 2018: A Summer to Remember
- 2020: Meet Me at Christmas
- 2022: Jailbreak Lovers
- 2023: Christmas on Cherry Lane
- 2024: Happy Holidays from Cherry Lane (Fernsehfilm)

Serien
- 1991: True Colors (Folge 2x08)
- 1994: Dream On (Folge 5x09)
- 1995: Vanishing Son (2 Folgen)
- 1996: Hot Line (Folge 2x04)
- 1995: Friends (Folge 2x06)
- 1996–2005: JAG – Im Auftrag der Ehre (JAG, 205 Folgen)
- 2005: Bermuda Dreieck – Tor zu einer anderen Zeit (The Triangle, 3 Folgen)
- 2006: Law & Order: Special Victims Unit (Folge 8x09)
- 2007–2013: Army Wives (117 Folgen)
- 2013: King & Maxwell (2 Folgen)
- 2015–2021: Good Witch (76 Folgen)
- 2019, 2021: Navy CIS: L.A. (NCIS: Los Angeles, 3 Folgen)